# Теорія ковалентного хімічного зв'язку
Тео́рія ковале́нтного зв'язку́ (теорія атомного зв'язку) — теорія, яка базується на припущенні, що найстійкішою будовою зовнішнього електронного шару атома є восьмиелектронне угруповання. На відміну від іонної теорії за теорією атомного зв'язку набуття атомами стійких восьмиелектронних зовнішніх шарів досягається не переходом електронів від атомів одних елементів до атомів інших елементів, а шляхом утворення двома атомами одної або кількох спільних пар електронів, які рухаються навколо атомів і тим зв'язують їх у молекулу. Так, наприклад, при об'єднанні двох атомів Гідрогену в молекулу Н2 електрони одного і другого атома стають спільними для обох атомів і починають рухатись навколо них, утворюючи стійкий двоелектронний шар за типом двоелектронного шару інертного елементу гелію.

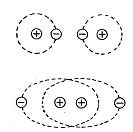
Схема утворення молекули водню

Для спрощеного позначення ковалентного зв'язку навколо символів кожного атома крапками або невеличкими кружками позначають, скільки електронів у зовнішньому шарі цього атома. Спільні пари електронів одночасно входять до складу електронів зовнішнього шару обох атомів, і при їх позначенні кружки або крапки ставлять посередині між символами відповідних атомів. Інколи для більшої наочності символи атомів і крапки, якими позначаються електрони зовнішнього шару цих атомів, обводять пунктирними колами.
Хімічний зв'язок, що обумовлюється наявністю спільних електронних пар, називається атомним, або ковалентним, а сполуки з атомним зв'язком — атомними сполуками.